# Île du Cap-Breton
« Cap-Breton » redirige ici. Pour les autres significations, voir Cap-Breton (homonymie) et Capbreton.
Ne doit pas être confondu avec la municipalité du Cap-Breton.
L’île du Cap-Breton (en anglais : Cape Breton Island, en gaélique écossais : Eilean Cheap Bhreatainn, en micmac : Onamag), anciennement appelée île Royale, est une grande île du golfe du Saint-Laurent, sur la côte de l’Amérique du Nord. Sa côte sud-est borde l'océan Atlantique. Elle fait partie de la province canadienne de la Nouvelle-Écosse. L’île est à l’est-nord-est de la partie continentale de la province, dont elle est séparée par le détroit de Canso. La municipalité régionale du Cap-Breton se trouve à l'est.
L’île est célèbre pour :
- la Piste Cabot, un circuit routier pittoresque autour et dans les hauteurs ;
- la musique fiddle d’origine écossaise notamment le long du sentier Ceilidh ;
- la forteresse de Louisbourg, un port fortifié français du XVIIIe siècle ;
- Alexander Graham Bell de Baddeck, reconnu par le gouvernement canadien comme étant l'inventeur du téléphone[1] ;
- le musée Marconi, qui illustre le premier signal radio transatlantique transmis par Marconi.

## Géographie

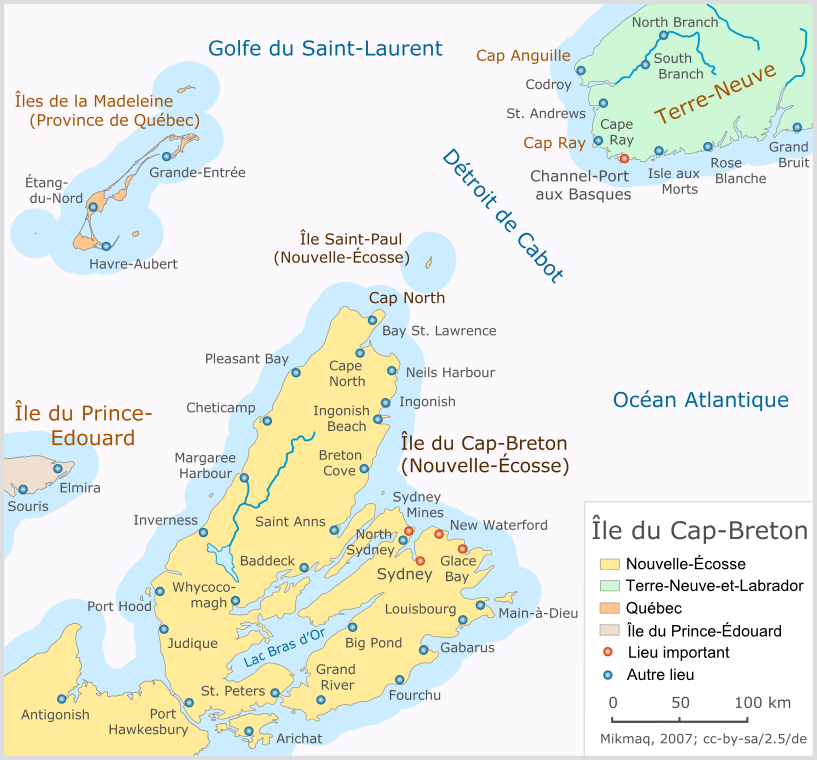
Carte de l'île du Cap-Breton et de ses environs.

L'île du Cap-Breton a une superficie de 10 311 km2. Elle est composée surtout de côtes rocheuses, de pâturages dans des vallées aux pentes douces, de roches apparentes, de montagnes, de forêts et de plateaux. Géologiquement, des preuves montrent que le Cap-Breton faisait partie de l’Écosse lorsque la plaque nord-américaine se sépara de celle de l’Europe il y a cent millions d’années.
La principale étendue d’eau salée est le lac Bras d'Or. Celles d’eau douce sont : le lac Ainslie, la rivière Margaree et la rivière Mira. Les navires peuvent naviguer par le détroit de Canso et atteindre le lac du Bras d’or par le grand Bras d’or, le petit Bras d’or ou le canal de Saint-Pierre. La rivière Mira est aussi navigable sur plus de vingt kilomètres. Il y a de puissants courants autour de l’île.

## Histoire

### Origines

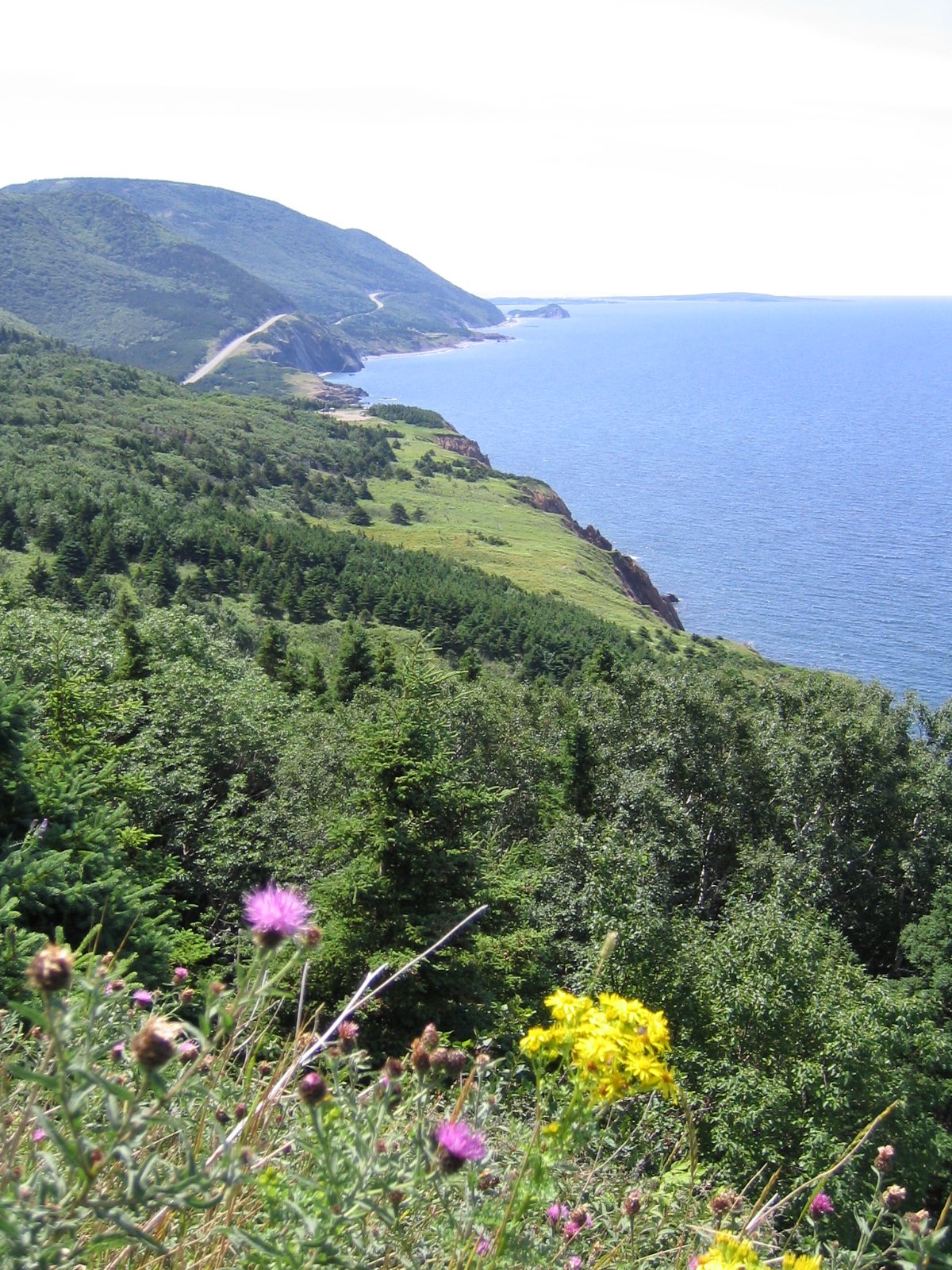
La côte de l'île en été.

Les paléoaméricains exploitent une carrière à Ingonish entre le VIIIe et le VIIe millénaire av. J.-C.. Ils chassaient les grands mammifères. Le territoire a été occupé entre il y a 9 000 à 2 500 ans par les Paléoesquimaux (ou Paléo-Eskimos) qui chassaient et pêchaient sur les rives de l'île du Cap-Breton. Ils ont cependant laissé peu de vestiges à la suite de l'élévation du niveau de la mer. Les Micmacs sont arrivés sur l'île vers le Ve siècle av. J.-C. où ils chassaient et se regroupaient.
Il existe plusieurs théories, souvent plus des légendes, sur la présence ancienne de plusieurs peuples européens, africains ou même asiatiques en Nouvelle-Écosse. Un récit de Sextius Sullus rapporté par Plutarque en 75 av. J.-C. rapporte que des pèlerins partent  tous les trente ans de l'Angleterre vers le refuge de Cronos, le père de Zeus, qui pourrait être à l'île du Cap-Breton ou à l'île d'Anticosti. Ce récit a été recueilli à Carthage, et on sait que les Carthaginois se sont rendus jusqu'à la mer des Sargasses. En fait, l'archéologue Thomas Lee annonce en 1975 la découvertes de pierres avec des inscriptions phéniciennes près de la rivière Saint-François. Des recherches subséquentes ont toutefois prouvé que ces marques sont d'origine géologique.

### Colonisation européenne

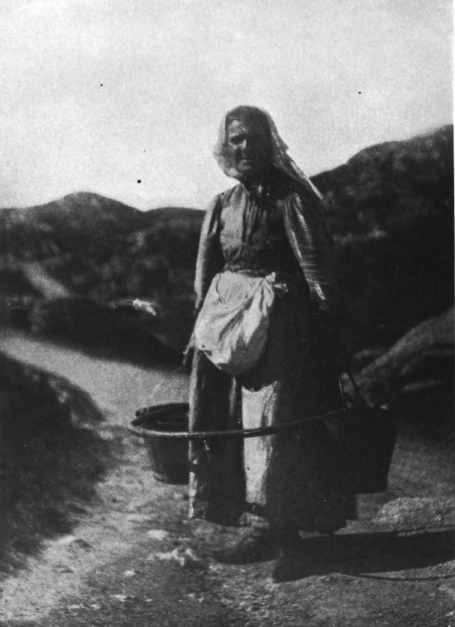
Le long de la côte, photo Edith Watson

Jean Cabot visite vraisemblablement les environs en 1497. Les Portugais s'installent à Ingonish (Niganiche) pour la pêche en 1500; les Micmacs collaborent vraisemblablement pour la chasse à la baleine. Les Français s'établissent dans la région vers 1600. Ces derniers établissent une colonie de pêcheurs à Niganiche en 1729, qui devient dix ans plus tard le second village le plus populeux de l'île après la forteresse de Louisbourg. Niganiche est cependant incendiée en 1745 par les Anglais lors de la première prise de Louisbourg.

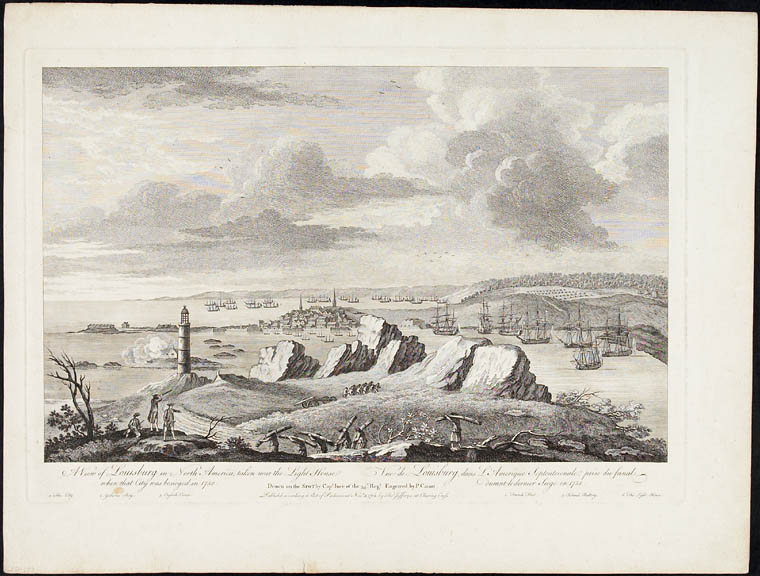
Vue de Louisbourg, en Amérique du Nord, 11 novembre 1762.

Le nom d'île du Cap-Breton vient de marins qui venaient pêcher au large de cette île au XVIe siècle, soit des marins bretons, soit des marins gascons venus de Capbreton.
C'est en ce lieu au nord-est du  grand territoire Mi'kmaq, dit « péninsule acadienne » que se rendit, en 1564, Pierre Moreault, Maître d'un navire de 50 tonneaux nommé Le Jehan, pour faire le commerce des fourrures.
La déportation des Acadiens débute en 1755 et certains rescapés se réfugient à Chéticamp, où ils vendent leur production agricole aux marchands jersiais. Des immigrants français grossissent la population de Chéticamp durant la Révolution française.

#### Colonisation anglaise
Durant les années 1800, des Écossais et des Irlandais s'établissent dans les hautes terres ; ils déménagent une vingtaine d'années plus tard à Pleasant Bay et dans la vallée de la Grande Anse, où ils pratiquent la pêche et l'agriculture. Quelques autres immigrants, notamment des Loyalistes, s'établissent le long de littoral à Aspy Bay et se joignent ensuite aux Écossais à Big Intervale. Ingonish est habité de façon permanente à partir de la même époque, par des Anglais, des Irlandais et des Néerlandais. Des pêcheurs anglais de Terre-Neuve s'établissent à Neil's Harbour durant les années 1860. Une mine d'or est ouverte en 1911 dans la vallée de la rivière Clyburn et exploitée durant quelques années.
Les Néo-Écossais du continent et ceux de l’île ont le sentiment d’être différents. D’ailleurs, ces colonies étaient séparées entre 1713 à 1763 et de 1784 à 1820.

## Culture
Les quatre cultures principales sont micmaque, acadienne, écossaise et anglaise, chacune avec sa langue. La langue anglaise est dominante, mais le gaélique écossais et le français sont largement[C'est-à-dire ?] utilisés.

## Économie
L'économie était basée sur la pêche et l'exploitation du charbon jusqu'à la seconde moitié du XXe siècle.

## Transport
Un accès routier, dit chaussée de Canso, a été aménagé depuis 1955 mais restreint l’accès des bateaux. Le petit port de North Sydney fournit un service de ferry/traversier à travers le détroit de Cabot du golfe du St-Laurent vers Terre-Neuve.